# Todiramphus enigma
Todiramphus enigma là một loài chim trong họ Alcedinidae.
Đây là loài đặc hữu của Quần đảo Talaud phía bắc Sulawesi ở Indonesia.
Môi trường sống tự nhiên của nó là các khu rừng và sông nước ẩm nhiệt đới hoặc cận nhiệt đới. Nó bị đe dọa do mất môi trường sống.